# Glossosoma kchinam
Glossosoma kchinam är en nattsländeart som beskrevs av Schmid 1971. Glossosoma kchinam ingår i släktet Glossosoma och familjen stenhusnattsländor. Inga underarter finns listade i Catalogue of Life.